# Liv and Maddie
Liv and Maddie (Nederlands: Liv en Maddie) is een Amerikaanse sitcom bedacht door John D. Beck en Ron Hart en geproduceerd door It's a Laugh Productions voor Disney Channel. Het eerste seizoen begon op 19 juli 2013. Een tweede, derde, en vierde seizoen volgden

## Verhaal
De serie gaat over de vijftienjarige identieke tweelingzussen Liv en Maddie Rooney, die erg verschillend van karakter zijn: Liv is een vrolijk, energiek meisje en speelt in een eigen televisieprogramma, terwijl Maddie een actieve sportster is, vooral succesvol in het basketbalteam van de school. Wanneer Liv thuiskomt uit Hollywood in het begin van de serie, worden de spanningen tussen beide zussen snel zichtbaar, helemaal wanneer Liv populair wordt op de middelbare school van Maddie.

## Rolverdeling

### Hoofdrollen
| Acteur                 | Personage            | Periode   | Nederlandse stem     |
| ---------------------- | -------------------- | --------- | -------------------- |
| Dove Cameron           | Liv en Maddie Rooney | 2013-2017 | Shelley en Lisa Vol  |
| Joey Bragg             | Joey Rooney          | 2013-2017 | Maikel Nieuwenhuizen |
| Tenzing Norgay Trainor | Parker Rooney        | 2013-2017 | Roan Pronk           |
| Kali Rocha             | Karen Rooney         | 2013-2017 | Hymke de Vries       |
| Benjamin King          | Pete Rooney          | 2013-2016 | Finn Poncin          |
| Lauren Lindsey         | Ruby                 | 2016-2017 | -                    |

### Terugkerende rollen
| Acteur               | Personage        | Periode   | Nederlandse stem      |
| -------------------- | ---------------- | --------- | --------------------- |
| Ryan McCartan        | Diggie           | 2013-2017 | Andy Michiels         |
| Jessica Marie Garcia | Willow           | 2013-2017 | Jolien Praet          |
| Bridget Shergalis    | Stains           | 2013-2016 |                       |
| Carter Hastings      | Evan             | 2013-2017 |                       |
| Kurt Long            | Johnny Nimbus    | 2013-2017 |                       |
| Jimmy Bellinger      | Artie            | 2013-2017 | Boyan van der Heijden |
| Rena Strober         | Becky Bicklehoff | 2014-2017 | Ilse Warringa         |
| Herbie Jackson       | Reggie           | 2014-2015 |                       |
| Victoria Moroles     | Andie            | 2015-2017 | Vera van der Horst    |
| Shak Ghacha          | Dump Truck       | 2015-2017 | Ricardo Blei          |
| Jordan Fisher        | Holden           | 2015-2017 | Juliann Ubbergen      |
| Chloé Wepper         | Gemma            | 2015-2017 |                       |
| Lucas Adams          | Josh             | 2015-2017 | Soy Kroon             |
| Jolie Jenkins        | Dena             | 2016-2017 |                       |
| Chloe East           | Val              | 2016-2017 |                       |
| Amarr M.             | Finch            | 2016-2017 |                       |

## Afleveringen
| Seizoen | Aantal afleveringen | Uitgezonden                          | Uitgezonden                         |  |
| ------- | ------------------- | ------------------------------------ | ----------------------------------- |  |
| 1       | 21                  | 19 juli 2013 – 27 juli 2014          | 7 februari 2014 – 19 september 2014 |  |
| 2       | 24                  | 21 september 2014 – 23 augustus 2015 | 6 maart 2015 – 27 november 2015     |  |
| 3       | 20                  | 13 september 2015 – 19 juni 2016     | 6 mei 2016 – 14 oktober 2016        |  |
| 4       | 15                  | 23 september 2016 – 24 maart 2017    | 20 februari 2017 – 27 maart 2017    |  |